# Labernois
 (août 2012).

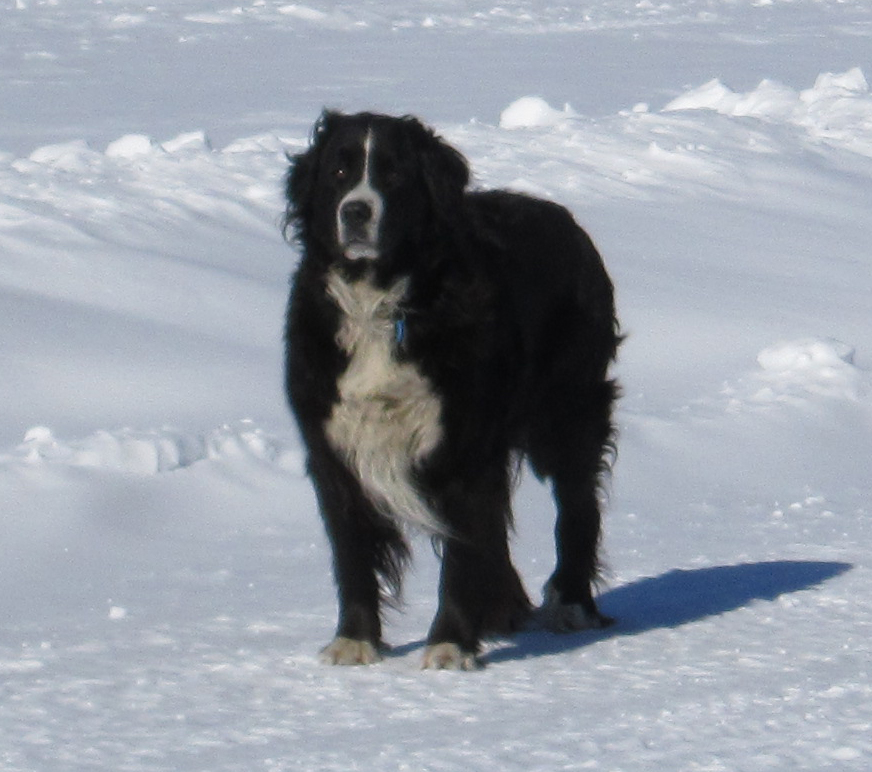
Le labernois.

Le labernois ou le St-Pierre est un chien de type designer dog issu du croisement d'un retriever du Labrador et d'un bouvier bernois. Anciennement appelé boulab, ce croisement de première génération a été développé au Québec par la Fondation Mira pour élaborer une race de chiens guides d'aveugles.

## Description
La silhouette est trapue et rondelette, ils se déplacent avec rapidité et souplesse comme le labrador retriever tout en conservant la force et la puissance du bouvier bernois. Ils ont le pelage long et lisse de couleur noir avec présence de blanc sur le ventre, le museaux, le crâne et le bout des pattes. Le crâne est large, le museau droit, les yeux sont généralement de couleur noir et leurs oreilles de taille moyenne sont pendantes, rectangulaire et possède un pelage frisé rappelant celui du bouvier bernois. Les pattes sont palmées.[réf. nécessaire]

## Qualité
Le labernois est fortement apprécié pour ses talents de chien d'assistance. Il possède à la fois les qualités physiques du labrador et le caractère du bouvier bernois étant donné qu'il est issu du croisement des deux races. Il est attachant, affectueux et fidèle à ses maîtres. Ces chiens sont dotés d'une grande intelligence, ce pourquoi avec une excellente socialisation, ils deviennent d'excellents chiens guides et chiens d'assistance. Cependant, c'est un chien qui possède beaucoup d'énergie et qui nécessite de se dépenser au quotidien en marchant ou en nageant car c'est un chien qui adore l'eau et le jeu.

## Officialisation
Le fondateur de Mira, Éric St-Pierre, tente actuellement d'officialiser la race au sein de la Fédération cynologique internationale (FCI). Tel qu'il le dit lui-même : « Il faudra cinq générations pour être reconnue comme telle, ainsi qu’un minimum de huit couples parfaits de souches suffisamment éloignées les unes aux autres,. »